# Іст-Фейрфілд Тауншип (округ Кроуфорд, Пенсільванія)
Іст-Фейрфілд Тауншип (англ. East Fairfield Township) — селище (англ. township) в США, в окрузі Кроуфорд штату Пенсільванія. Населення — 837 осіб (2020).

## Демографія
Згідно з переписом 2010 року, у селищі мешкали 922 особи в 357 домогосподарствах у складі 268 родин. Було 465 помешкань
Расовий склад населення:
| - 98,8 % — білих - 0,2 % — чорних або афроамериканців |

До двох чи більше рас належало 0,5 %. Частка іспаномовних становила 0,7 % від усіх жителів.
За віковим діапазоном населення розподілялося таким чином: 24,7 % — особи молодші 18 років, 60,4 % — особи у віці 18—64 років, 14,9 % — особи у віці 65 років та старші. Медіана віку мешканця становила 41,3 року. На 100 осіб жіночої статі у селищі припадало 100,0 чоловіків;  на 100 жінок у віці від 18 років та старших — 95,5 чоловіків також старших 18 років.
Середній дохід на одне домашнє господарство  становив 75 606 доларів США (медіана — 57 375), а середній дохід на одну сім'ю — 87 057 доларів (медіана — 62 250). Медіана доходів становила 49 722 долари для чоловіків та 34 583 долари для жінок. За межею бідності перебувало 7,3 % осіб, у тому числі 8,7 % дітей у віці до 18 років та 8,1 % осіб у віці 65 років та старших.
Цивільне працевлаштоване населення становило 434 особи. Основні галузі зайнятості: виробництво — 29,3 %, освіта, охорона здоров'я та соціальна допомога — 19,4 %, роздрібна торгівля — 12,4 %, будівництво — 6,5 %.